# Libertas Livorno 1947 2024-2025
Questa voce raccoglie le informazioni riguardanti la Libertas Livorno 1947 nelle competizioni ufficiali della stagione 2024-2025.

## Stagione
La stagione 2024-2025 della Libertas Livorno sponsorizzata Bi.emme, è la prima nel secondo livello nazionale del campionato italiano di pallacanestro, la Serie A2, dalla rifondazione societaria del 2020.
Sulla panchina del club viene confermato coach Marco Andreazza. I giocatori confermati dall'anno precedente sono sei: Allinei, Bargnesi, Buca, Fantoni, Fratto e Tozzi. Durante l'estate vengono firmati i due statunitensi Banks, in uscita dal Bnei Herzliya e Hooker in uscita da Strasburgo. Nel reparto italiani vengono firmati i due veterani Ariel Filloy, reduce da una stagione conclusa con la promozione in Lega Basket con la maglia di Trieste, e Nazzareno Italiano dalla Real Sebastiani Rieti e il giovane Andrea Paoletti dalla Stamura Ancona in doppio tesseramento con la Pallacanestro Don Bosco Livorno.
Il 28 febbraio 2025 viene esonerato il coach Marco Andreazza, sostituito da Gennaro Di Carlo.
Per rinforzare la squadra il 3 aprile 2025, viene ingaggiato Matteo Pollone, in uscita dalla Real Sebastiani Rieti. In vista dei playout, il 3 maggio 2025 viene ingaggiata l'ala grande austriaco-statunitense Bryce Douvier.
La Libertas conclude la stagione con un record di 13 vittorie e 25 sconfitte. Questo risultato la condanna al 17° posto in classifica e ad una serie playout contro l'Elachem Vigevano, squadra 18° classificata. 
La Gara 1 giocata nel palazzetto casalingo del PalaMacchia vede uscire vincente la Libertas per 106-100 al termine di una sfida conclusa solamente al secondo tempo supplementare. In Gara 2, la Libertas riesce a recuperare uno scarto di 20 punti all'intervallo e a vincere la sfida per 105-99 dopo un tempo supplementare. 
Gara 3 e Gara 4 si giocano al PalaElachem di Vigevano e in entrambi gli scontri la squadra di casa esce vincente. 
La decisiva Gara 5 viene giocata nel campo del PalaMariotti di La Spezia a causa di una squalifica del PalaMacchia arrivata al termine di Gara 2. La Libertas Livorno trionfa per 85-77 grazie anche ad una grande prova della guardia statunitense Adrian Banks che chiude la partita con 43 punti, il suo massimo stagionale. 
La vittoria della serie contro Vigevano garantisce alla Libertas la permanenza nel campionato di Serie A2 per la successiva stagione. 

## Organigramma societario
Dal sito internet della Lega e della società.
Area dirigenziale
- Presidente: Roberto Consigli
- Addetto stampa: Fabrizio Pucci

Area tecnica
- Allenatore: Marco Andreazza
- Vice allenatore: Iacopo Venucci
- Vice allenatore: Cesare Riva
- Vice allenatore: Matteo Bonaccorsi
- General Manager: Gianluca Mannucchi
- Team Manager: Carlo Maria Audino
- Addetto statistiche: Antonio Van der Spek
- Preparatore atletico: Simone Palmieri
- Fisioterapista: Valerio Giorgi
- Medico sociale: Luciano Bientinesi
- Addetto agli arbitri: Fabio Corsi

## Roster
| Polisportiva Libertas Livorno 2024-2025 | Polisportiva Libertas Livorno 2024-2025 |
| Giocatori                               | Staff tecnico                           |
| --------------------------------------- | --------------------------------------- |

| N. | Naz.                                        | Ruolo | Nome                | Anno | Alt.   | Peso   |  |
| -- | ------------------------------------------- | ----- | ------------------- | ---- | ------ | ------ |  |
| 1  | Italia (bandiera)                           | C     | Dorin Buca          | 2002 | 216 cm | 108 kg |  |
| 2  | Stati Uniti (bandiera) · Israele (bandiera) | G     | Adrian Banks        | 1986 | 191 cm | 88 kg  |  |
| 3  | Italia (bandiera)                           | P     | Andrea Bargnesi     | 2001 | 182 cm | 80 kg  |  |
| 4  | Italia (bandiera)                           | AC    | Francesco Fratto    | 1991 | 199 cm | 100 kg |  |
| 7  | Austria (bandiera) · Stati Uniti (bandiera) | AG    | Bryce Douvier       | 1991 | 201 cm | 104 kg |  |
| 8  | Italia (bandiera)                           | C     | Tommaso Fantoni (C) | 1985 | 206 cm | 113 kg |  |
| 11 | Italia (bandiera)                           | A     | Luca Tozzi          | 1999 | 200 cm | 97 kg  |  |
| 12 | Argentina (bandiera) · Italia (bandiera)    | PG    | Ariel Filloy        | 1987 | 190 cm | 85 kg  |  |
| 15 | Italia (bandiera)                           | A     | Filippo Spinelli    | 2006 | 194 cm | 110 kg |  |
| 18 | Italia (bandiera)                           | A     | Francesco Deri      | 2005 | 194 cm | 94 kg  |  |
| 19 | Italia (bandiera)                           | G     | Gregorio Allinei    | 2004 | 194 cm | 82 kg  |  |
| 20 | Italia (bandiera)                           | G     | Matteo Pollone      | 1999 | 190 cm | 81 kg  |  |
| 21 | Stati Uniti (bandiera)                      | PG    | Quinton Hooker      | 1995 | 183 cm | 93 kg  |  |
| 25 | Italia (bandiera)                           | G     | Andrea Paoletti     | 2005 | 190 cm | 90 kg  |  |
| 31 | Italia (bandiera)                           | A     | Nazzareno Italiano  | 1991 | 198 cm | 103 kg |  |

| Allenatore |
| - Marco Andreazza                                                                                              |
| Assistente/i                                                                                                   |
| - Iacopo Venucci - Cesare Riva - Matteo Bonaccorsi Legenda - (C) Capitano - (IN) Inattivo - Infortunato Roster |

## Mercato

### Sessione estiva
| Acquisti | Acquisti           | Acquisti              | Acquisti   | Acquisti |
| R.a      | Nome               | da                    | Modalità   |          |
| -------- | ------------------ | --------------------- | ---------- | -------- |
| PG       | Ariel Filloy       | Pall. Trieste         | svincolato |          |
| A        | Nazzareno Italiano | Real Sebastiani Rieti | svincolato |          |
| G        | Adrian Banks       | Bnei Herzliya         | svincolato |          |
| PG       | Quinton Hooker     | Strasburgo            | svincolato |          |
| G        | Andrea Paoletti    | Stamura Ancona        | svincolato |          |

| Cessioni | Cessioni         | Cessioni      | Cessioni       | Cessioni |
| R.       | Nome             | a             | Modalità       |          |
| -------- | ---------------- | ------------- | -------------- | -------- |
| PM       | Leon Williams    | Svincolato    | opzione uscita |          |
| AP       | Andrea Saccaggi  | Basket Cecina | fine contratto |          |
| PM       | Antonello Ricci  | Juvecaserta   | fine contratto |          |
| AG       | Jacopo Lucarelli | Svincolato    | fine contratto |          |
| G        | Federico Madeo   | Cus Pisa      | fine contratto |          |
| PM       | Diego Terenzi    | Fulgor Omegna | fine contratto |          |

### Dopo l'inizio della stagione
| Acquisti | Acquisti       | Acquisti              | Acquisti      | Acquisti                       |
| R.       | Nome           | da                    | Data          | Modalità                       |
| -------- | -------------- | --------------------- | ------------- | ------------------------------ |
| G        | Matteo Pollone | Real Sebastiani Rieti | 3 aprile 2025 | contratto fino a fine stagione |
| AG       | Bryce Douvier  | Pärnu                 | 3 maggio 2025 | contratto fino a fine stagione |

## Risultati

### Campionato

#### Stagione regolare

##### Girone di andata
| Arbitri: | Alessandro Tirozzi (Bologna) Umberto Tallon (Bologna) Andrea Chersicla (Oggiono) |

|                                        |            |                               |
| Delfino 18 Alessandrini 16 Davis IV 12 | Punti      | 20 Banks 14 Filloy 10 Fantoni |
| Davis IV 4                             | Assist     | 2 Hooker, Filloy, Banks       |
| Davis IV 8                             | Rimbalzi   | 6 Filloy, Fantoni, Hooker     |
| Emanuele Di Paolantonio                | Allenatori | Marco Andreazza               |

| Arbitri: | Gianluca Gagliardi (Anagni) Lorenzo Lupelli (Roma) Andrea Coraggio (Roma) |

|                               |            |                              |
| Banks 10 Bargnesi 8 Fantoni 7 | Punti      | 19 Ajayi 14 Taylor 12 Schina |
| Hooker 6                      | Assist     | 5 Schina, Montano            |
| Hooker 9                      | Rimbalzi   | 9 Ajayi                      |
| Marco Andreazza               | Allenatori | Matteo Boniciolli            |

| Arbitri: | Angelo Caforio (Brindisi) Matteo Roiaz (Muggia) Mauro Davide Barbieri (Roma) |

|                               |            |                                |
| Stefanini 21 Mack 15 Oduro 12 | Punti      | 19 Banks 18 Italiano 14 Hooker |
| Mack 11                       | Assist     | 5 Hooker                       |
| Oduro 9                       | Rimbalzi   | 10 Italiano                    |
| Lorenzo Pansa                 | Allenatori | Marco Andreazza                |

| Arbitri: | Duccio Maschio (Firenze) Mattia Martellosio (Milano) Pietro Rodia (Avellino) |

|                                 |            |                              |
| Stewart 22 Woodson 21 Mouaha 14 | Punti      | 27 Banks 13 Fantoni 9 Hooker |
| Woodson 3                       | Assist     | 5 Banks, Hooker              |
| Iannuzzi 9                      | Rimbalzi   | 9 Fantoni                    |
| Luca Dalmonte                   | Allenatori | Marco Andreazza              |

| Arbitri: | Luca Attard (Priolo Gargallo) Fulvio Grappasonno (Lanciano) Daniele Gai (Roma) |

|                              |            |                                 |
| Hooker 24 Banks 15 Filloy 12 | Punti      | 17 Brown 12 Polanco 10 Morgillo |
| Banks 7                      | Assist     | 6 Bertetti                      |
| Hooker, Banks 10             | Rimbalzi   | 7 Morgillo                      |
| Marco Andreazza              | Allenatori | Luca Bechi                      |

| Arbitri: | Fabio Ferretti (Nereto) Antonio Giunta (Ragusa) Andrea Cassinadri (Bibbiano) |

|                                 |            |                                      |
| Banks 20 Italiano 18 Fantoni 12 | Punti      | 14 Valentini 12 De Nicolao 12 Basile |
| Banks, Hooker 5                 | Assist     | 6 De Nicolao                         |
| Hooker 9                        | Rimbalzi   | 6 Burns                              |
| Marco Andreazza                 | Allenatori | Nicola Brienza                       |

| Arbitri: | Marco Vita (Ancona) Moreno Almerigogna (Trieste) Adriano Fiore (Pompei) |

|                                 |            |                                  |
| Spencer 20 Piunti 16 Johnson 15 | Punti      | 15 Hooker 14 Italiano 13 Allinei |
| Johnson 7                       | Assist     | 4 Italiano, Filloy               |
| Spencer 6                       | Rimbalzi   | 6 Hooker                         |
| Alessandro Rossi                | Allenatori | Marco Andreazza                  |

| Arbitri: | Marco Rudellat (Nuoro) Nicolò Bertuccioli (Pesaro) Chiara Maschietto (Casale sul Sile) |

|                                       |            |                              |
| Harper 22 Parravicini 15 Tavernelli 7 | Punti      | 18 Banks 14 Hooker 13 Filloy |
| Pollone 3                             | Assist     | 4 Hooker, Italiano           |
| Tavernelli, Pollone, Pascolo 9        | Rimbalzi   | 7 Hooker, Buca               |
| Antimo Martino                        | Allenatori | Marco Andreazza              |

| Arbitri: | Salvatore Nuara (Treviso) Giulio Giovannetti (Recanati) Alberto Perocco (Ponzano Veneto) |

|                               |            |                                      |
| Hooker 22 Filloy 13 Fantoni 7 | Punti      | 17 Dell'Agnello 12 Mastellari 9 Rota |
| Hooker 7                      | Assist     | 4 Dell'Agnello, Rota, Redivo         |
| Hooker 8                      | Rimbalzi   | 8 Dell'Agnello                       |
| Marco Andreazza               | Allenatori | Stefano Pillastrini                  |

| Arbitri: | Enrico Bartoli (Trieste) Francesco Cassina (Desio) Alberto Morassutti (Gradisca d'Isonzo) |

|                                    |            |                              |
| Lewis 17 Earlington 14 Bortolin 10 | Punti      | 16 Hooker 12 Banks 9 Fantoni |
| Bortolin 8                         | Assist     | 5 Filloy                     |
| Earlington 14                      | Rimbalzi   | 9 Italiano                   |
| Alessandro Crotti                  | Allenatori | Marco Andreazza              |

| Arbitri: | Daniele Foti (Bareggio) Marco Barbiero (Milano) Alessandro Tirozzi (Bologna) |

|                              |            |                                      |
| Banks 28 Filloy 17 Hooker 13 | Punti      | 22 Lombardi 17 De Laurentiis 13 King |
| Banks 9                      | Assist     | 4 Imbrò, Parrillo                    |
| Banks 9                      | Rimbalzi   | 9 Lombardi, King                     |
| Marco Andreazza              | Allenatori | Spiro Leka                           |

| Arbitri: | Jacopo Pazzaglia (Pesaro) Luca Bartolini (Fano) Luca Rezzoagli (Rapallo) |

|                              |            |                                   |
| Hooker 24 Banks 13 Filloy 13 | Punti      | 25 Marini 15 Tomassini 10 Johnson |
| Filloy 5                     | Assist     | 4 Grande                          |
| Filloy 9                     | Rimbalzi   | 10 Johnson                        |
| Marco Andreazza              | Allenatori | Sandro Dell'Agnello               |

| Arbitri: | Angelo Caforio (Brindisi) Antonio Giunta (Ragusa) Mirko Picchi (Ferentino) |

|                                       |            |                                |
| Gabriel 27 Bolpin 17 Mian, Freeman 11 | Punti      | 23 Italiano 16 Banks 10 Hooker |
| Fantinelli 12                         | Assist     | 3 Hooker                       |
| Fantinelli 9                          | Rimbalzi   | 9 Banks                        |
| Attilio Caja                          | Allenatori | Marco Andreazza                |

| Arbitri: | Calogero Cappello (Porto Empedocle) Paolo Puccini (Genova) Adriano Fiore (Pompei) |

|                                  |            |                                |
| Italiano 21 Allinei 12 Hooker 11 | Punti      | 19 Palumbo 15 Pullen 12 Cannon |
| Banks 7                          | Assist     | 5 Udom                         |
| Fantoni 9                        | Rimbalzi   | 9 Cannon                       |
| Marco Andreazza                  | Allenatori | Alessandro Ramagli             |

| Arbitri: | Francesco Cassina (Desio) Fulvio Grappasonno (Lanciano) Claudio Berlangieri (Trezzano sul Naviglio) |

|                               |            |                                    |
| Banks 29 Hooker 18 Bargnesi 9 | Punti      | 15 Alibegovic 11 Hickey 11 Johnson |
| Banks, Filloy 3               | Assist     | 6 Hickey                           |
| Bargnesi 7                    | Rimbalzi   | 8 Johnson                          |
| Marco Andreazza               | Allenatori | Adriano Vertemati                  |

| Arbitri: | Enrico Bartoli (Trieste) Vincenzo Di Martino (Santa Maria la Carità) Vito Castellano (Legnano) |

|                                |            |                            |
| Williams 30 Pepe 19 Johnson 17 | Punti      | 23 Banks 12 Hooker 10 Buca |
| Johnson 9                      | Assist     | 5 Banks, Hooker            |
| Williams 7                     | Rimbalzi   | 8 Tozzi                    |
| Franco Ciani                   | Allenatori | Marco Andreazza            |

| Arbitri: | Luca Attard (Priolo Gargallo) Daniele Gai (Roma) Matteo Luchi (Prato) |

|                               |            |                                   |
| Fantoni 12 Hooker 12 Banks 11 | Punti      | 16 Bartoli 10 D'Almeida 10 Querci |
| Hooker, Banks, Filloy 4       | Assist     | 5 Bonacini                        |
| Buca 7                        | Rimbalzi   | 8 Grimes                          |
| Marco Andreazza               | Allenatori | Humberto Manzo                    |

| Arbitri: | Marco Vito (Ancona) Moreno Almerigogna (Trieste) Sebastiano Tarascio (Priolo Gargallo) |

|                                |            |                               |
| Hooker 21 Banks 19 Italiano 11 | Punti      | 20 Gentile 15 Potts 14 Udanoh |
| Banks 4                        | Assist     | 3 Amato, Cesena               |
| Buca 10                        | Rimbalzi   | 10 Udanoh                     |
| Marco Andreazza                | Allenatori | Marco Cardani                 |

| Arbitri: | Gian Lorenzo Miniati (Firenze) Andrea Coraggio (Roma) Chiara Maschietto (Casale sul Sile) |

|                                |            |                                        |
| Allen 34 Ogden 13 Calzavara 11 | Punti      | 22 Filloy 16 Banks 7 Fantoni, Italiano |
| Allen 4                        | Assist     | 3 Banks, Hooker                        |
| Del Cadia 8                    | Rimbalzi   | 10 Fantoni                             |
| Piero Bucchi                   | Allenatori | Marco Andreazza                        |

| Arbitri: | Salvatore Nuara (Treviso) Luca Bartolini (Fano) Marco Marzulli (Pontedera) |

|                           |            |                                 |
| Hooker 16 Banks 14 Buca 7 | Punti      | 15 Peroni 12 Leardini 12 Taflaj |
| Hooker, Filloy 3          | Assist     | 8 Mack                          |
| Buca 9                    | Rimbalzi   | 10 Smith                        |
| Marco Andreazza           | Allenatori | Lorenzo Pansa                   |

| Arbitri: | Gianluca Gagliardi (Anagni) Umberto Tallon (Bologna) Vincenzo Agnese (Barano d'Ischia) |

|                                 |            |                              |
| Marini 16 Camara 14 Robinson 12 | Punti      | 23 Banks 20 Hooker 15 Filloy |
| Robinson 5                      | Assist     | 3 Hooker                     |
| Johnson 11                      | Rimbalzi   | 7 Fantoni                    |
| Sandro Dell'Agnello             | Allenatori | Marco Andreazza              |

| Arbitri: | Michele Centonza (Grottammare) Mattia Martellosio (Milano) Francesco Cattani (Cittaducale) |

|                                   |            |                               |
| Redivo 16 Dell'Agnello 15 Lamb 12 | Punti      | 25 Banks 18 Italiano 8 Filloy |
| Rota 8                            | Assist     | 4 Fantoni                     |
| Dell'Agnello 8                    | Rimbalzi   | 5 Banks                       |
| Stefano Pillastrini               | Allenatori | Marco Andreazza               |

| Arbitri: | Marco Attard (Sesto Fiorentino) Adriano Fiore (Pompei) Pietro Rodia (Avellino) |

|                              |            |                                    |
| Banks 21 Buca 14 Italiano 12 | Punti      | 15 Pascolo 14 Perkovic 13 Gaspardo |
| Banks 8                      | Assist     | 3 Tavernelli                       |
| Buca 8                       | Rimbalzi   | 12 Gaspardo                        |
| Marco Andreazza              | Allenatori | Antimo Martino                     |

| Arbitri: | Duccio Maschio (Firenze) Alberto Morasutti (Gradisca D'Isonzo) Mirko Picchi (Ferentino) |

|                            |            |                                    |
| Filloy 15 Buca 14 Banks 13 | Punti      | 21 Williams 14 Bertini 7 Guariglia |
| Filloy, Bargnesi 4         | Assist     | 4 Bossi                            |
| Italiano 9                 | Rimbalzi   | 12 Williams                        |
| Marco Andreazza            | Allenatori | Franco Ciani                       |

| Arbitri: | Mauro Moretti (Marsciano) Calogero Cappello (Porto Empedocle) Vito Castellano (Legnano) |

|                                |            |                             |
| Copeland 17 Penna 13 Cannon 12 | Punti      | 17 Banks 13 Hooker 7 Filloy |
| Copeland 4                     | Assist     | 6 Filloy                    |
| Bartoli 6                      | Rimbalzi   | 6 Hooker, Fantoni           |
| Alessandro Ramagli             | Allenatori | Marco Andreazza             |

| Arbitri: | Stefano Wasserman (Trieste) Alessandro Tirozzi (Bologna) Francesco Praticò (Reggio Calabria) |

|                              |            |                                        |
| Banks 20 Hooker 14 Filloy 11 | Punti      | 20 Piunti 17 Monaldi 15 Spencer        |
| Hooker 5                     | Assist     | 3 Monaldi, Spencer, Spanghero, Pollone |
| Hooker 9                     | Rimbalzi   | 12 Spencer,                            |
| Marco Andreazza              | Allenatori | Alessandro Rossi                       |

| Arbitri: | Luca Bartolini (Fano) Andrea Chersicla (Oggiono) Simone Settepanella (Roseto degli Abruzzi) |

|                                    |            |                                |
| Johnson 19 Hickey 16 Alibegovic 12 | Punti      | 17 Banks 14 Italiano 10 Filloy |
| Hickey 8                           | Assist     | 6 Hooker                       |
| Johnson 9                          | Rimbalzi   | 9 Italiano                     |
| Adriano Vertemati                  | Allenatori | Marco Andreazza                |

| Arbitri: | Enrico Boscolo (Chioggia) Stefano Di Biase (Treviso) Vincenzo Di Martino (Santa Maria la Carità) |

|                              |            |                                |
| Banks 27 Italiano 9 Hooker 9 | Punti      | 26 Calzavara 19 Ogden 17 Brown |
| Buca 3                       | Assist     | 2 Arletti                      |
| Buca 9                       | Rimbalzi   | 8 Ogden                        |
| Marco Andreazza              | Allenatori | Piero Bucchi                   |

| Arbitri: | Angelo Caforio (Brindisi) Paolo Puccini (Genova) Pietro Rodia (Avellino) |

|                              |            |                              |
| Ajayi 25 Taylor 21 Schina 11 | Punti      | 13 Hooker 10 Fantoni 9 Tozzi |
| Schina 7                     | Assist     | 5 Banks                      |
| Ghirlanda 10                 | Rimbalzi   | 5 Fantoni, Buca, Tozzi       |
| Paolo Moretti                | Allenatori | Marco Andreazza              |

| Arbitri: | Daniele Foti (Bareggio) Daniele Gai (Roma) Matteo Luchi (Prato) |

|                                  |            |                           |
| Basile 18 McGee 18 Moraschini 15 | Punti      | 17 Hooker 12 Tozzi 8 Buca |
| Basile, Valentini 4              | Assist     | 5 Banks                   |
| Hogue 8                          | Rimbalzi   | 8 Buca                    |
| Nicola Brienza                   | Allenatori | Marco Andreazza           |

| Arbitri: | Marco Attard (Sesto Fiorentino) Calogero Cappello (Porto Empedocle) Vito Castellano (Legnano) |

|                                |            |                                |
| Banks 22 Hooker 13 Italiano 12 | Punti      | 16 Mussini 10 Lewis 10 Nikolic |
| Hooker 10                      | Assist     | 4 Jurkatamm                    |
| Buca 9                         | Rimbalzi   | 11 Chinellato                  |
| Gennaro Di Carlo               | Allenatori | Alessandro Crotti              |

| Arbitri: | Francesco Praticò (Reggio Calabria) Calogero Cappello (Porto Empedocle) Vincenzo Agnese (Barano D'Ischia) |

|                                   |            |                              |
| Gilmore 21 Serpilli 17 Bartoli 16 | Punti      | 19 Allinei 15 Buca 14 Hooker |
| Bartoli 7                         | Assist     | 9 Banks                      |
| Gimore, Bartoli 6                 | Rimbalzi   | 9 Fantoni                    |
| Humberto Manzo                    | Allenatori | Gennaro Di Carlo             |

| Arbitri: | Paolo Puccini (Genova) Pasquale Pecorella (Trani) Edoardo Ugolini (Forlì) |

|                             |            |                                  |
| Banks 23 Allinei 15 Buca 10 | Punti      | 34 Davis IV 16 Devoe 9 Benvenuti |
| Filloy 4                    | Assist     | 9 Davis IV                       |
| Buca 12                     | Rimbalzi   | 8 Devoe, Berdini                 |
| Gennaro Di Carlo            | Allenatori | Emanuele Di Paolantoni           |

| Arbitri: | Enrico Bartoli (Trieste) Alberto Perocco (Ponzano Veneto) Giovanni Roca (Avellino) |

|                                  |            |                              |
| Bucarelli 20 Ahmad 18 Maretto 15 | Punti      | 16 Banks 16 Filloy 10 Hooker |
| Bucarelli 6                      | Assist     | 8 Hooker                     |
| Ahmad, Lombardi 7                | Rimbalzi   | 6 Fantoni, Buca              |
| Spiro Leka                       | Allenatori | Gennaro Di Carlo             |

| Arbitri: | Francesco Cassina (Desio) Yao Yang (Vigasio) Alex D'Amato (Tivoli) |

|                              |            |                             |
| Banks 25 Allinei 17 Tozzi 12 | Punti      | 24 Smith 17 Zugno 16 Mouaha |
| Hooker 5                     | Assist     | 3 Zugno                     |
| Buca 12                      | Rimbalzi   | 11 Stewart                  |
| Gennaro Di Carlo             | Allenatori | Matteo Menacci              |

| Arbitri: | Roberto Radaelli (Porto Empedocle) Moreno Almerigogna (Trieste) Andrea Coraggio (Roma) |

|                                   |            |                               |
| Massone 23 Morgillo 18 Polanco 15 | Punti      | 32 Banks 18 Allinei 13 Filloy |
| Washington 7                      | Assist     | 5 Banks                       |
| Washington 7                      | Rimbalzi   | 9 Hooker                      |
| Gennaro Di Carlo                  | Allenatori | Luca Bechi                    |

| Arbitri: | Fulvio Grappasonno (Lanciano) Marco Rudellat (Nuoro) Simone Settepanella (Roseto Degli Abruzzi) |

|                               |            |                                |
| Amato 17 Gentile 16 Udanoh 13 | Punti      | 31 Banks 14 Hooker 12 Italiano |
| Udanoh 7                      | Assist     | 5 Banks                        |
| Udanoh 13                     | Rimbalzi   | 8 Buca                         |
| Marco Cardani                 | Allenatori | Gennaro Di Carlo               |

| Arbitri: | Daniele Foti (Bareggio) Salvatore Nuara (Treviso) Pasquale Pecorella (Trani) |

|                               |            |                                 |
| Hooker 23 Banks 17 Italiano 8 | Punti      | 21 Aradori 20 Gabriel 7 Vencato |
| Hooker 5                      | Assist     | 5 Vencato                       |
| Buca 11                       | Rimbalzi   | 9 Gabriel, Freeman              |
| Gennaro Di Carlo              | Allenatori | Attilio Caja                    |

#### Play out
| Arbitri: | Alberto Perocco (Ponzano Veneto) Luca Attard (Priolo Gargallo) Alberto Morassutti (Gradisca D'Isonzo) |

|                               |            |                                 |
| Banks 34 Allinei 22 Hooker 22 | Punti      | 24 Francis 17 Smith 16 Leardini |
| Banks 5                       | Assist     | 4 Francis                       |
| Fantoni 11                    | Rimbalzi   | 16 Smith                        |
| Gennaro Di Carlo              | Allenatori | Lorenzo Pansa                   |

| Arbitri: | Stefano Wassermann (Trieste) Moreno Almerigogna (Trieste) Matteo Roiaz (Muggia) |

|                               |            |                                     |
| Filloy 24 Banks 22 Allinei 19 | Punti      | 31 Francis 20 Stefanini 16 Leardini |
| Filloy 6                      | Assist     | 3 Matteo Galassi                    |
| Douvier 13                    | Rimbalzi   | 9 Smith                             |
| Gennaro Di Carlo              | Allenatori | Lorenzo Pansa                       |

| Arbitri: | Marco Barbiero (Milano) Stefano Di Biase (Treviso) Antonio Giunta (Ragusa) |

|                                  |            |                               |
| Francis 29 Rossi 13 Stefanini 10 | Punti      | 29 Banks 14 Filloy 10 Allinei |
| Francis 4                        | Assist     | 5 Banks                       |
| Smith 16                         | Rimbalzi   | 14 Douvier                    |
| Lorenzo Pansa                    | Allenatori | Gennaro Di Carlo              |

| Arbitri: | Valerio Salustri (Roma) Fulvio Grappasonno (Lanciano) Andrea Cassinadri (Bibbiano) |

|                                    |            |                                |
| Francis 19 Stefanini 17 Galassi 12 | Punti      | 24 Banks 16 Filloy 14 Italiano |
| Francis 5                          | Assist     | 4 Banks                        |
| Smith 10                           | Rimbalzi   | 7 Douvier                      |
| Lorenzo Pansa                      | Allenatori | Gennaro Di Carlo               |

| Arbitri: | Marco Vita (Ancona) Giulio Giovannetti (Recanati) Claudio Berlangieri (Trezzano Sul Naviglio) |

|                              |            |                                       |
| Banks 43 Douvier 19 Tozzi 10 | Punti      | 24 Francis 16 Stefanini 9 Strautmanis |
| Banks 4                      | Assist     | 2 Francis                             |
| Douvier 12                   | Rimbalzi   | 10 Rossi                              |
| Gennaro Di Carlo             | Allenatori | Lorenzo Pansa                         |

## Statistiche

### Statistiche di squadra
Aggiornate al 21 giugno 2025.
| Competizione              | Punti | In casa | In casa | In casa | In casa | In casa | In trasferta | In trasferta | In trasferta | In trasferta | In trasferta | Totale | Totale | Totale | Totale | Totale | Totale |
| Competizione              | Punti | G       | V       | P       | Ptf     | Pts     | G            | V            | P            | Ptf          | Pts          | G      | V      | P      | Ptf    | Pts    | Diff.  |
| ------------------------- | ----- | ------- | ------- | ------- | ------- | ------- | ------------ | ------------ | ------------ | ------------ | ------------ | ------ | ------ | ------ | ------ | ------ | ------ |
| Serie A2 - Regular season | 26    | 19      | 9       | 10      | 1467    | 1368    | 19           | 4            | 15           | 1411         | 1585         | 38     | 13     | 25     | 2878   | 2953   | -75    |
| Serie A2 - Play-out       | -     | 3       | 3       | 0       | 296     | 276     | 2            | 0            | 2            | 151          | 162          | 5      | 3      | 2      | 447    | 438    | 9      |
| Totale Serie A2           | 26    | 22      | 12      | 10      | 1763    | 1644    | 21           | 4            | 17           | 1562         | 1747         | 43     | 16     | 27     | 3325   | 3391   | -66    |

### Andamento in campionato

#### Regular season
| Giornata  | 1  | 2  | 3  | 4  | 5  | 6  | 7  | 8  | 9  | 10 | 11 | 12 | 13 | 14 | 15 | 16 | 17 | 18 | 19 | 20 | 21 | 22 | 23 | 24 | 25 | 26 | 27 | 28 | 29 | 30 | 31 | 32 | 33 | 34 | 35 | 36 | 37 | 38 |
| --------- | -- | -- | -- | -- | -- | -- | -- | -- | -- | -- | -- | -- | -- | -- | -- | -- | -- | -- | -- | -- | -- | -- | -- | -- | -- | -- | -- | -- | -- | -- | -- | -- | -- | -- | -- | -- | -- | -- |
| Luogo     | T  | C  | T  | T  | C  | C  | T  | T  | C  | T  | C  | C  | T  | C  | C  | T  | C  | C  | T  | C  | T  | T  | C  | C  | T  | C  | T  | C  | T  | T  | C  | T  | C  | T  | C  | T  | T  | C  |
| Risultato | P  | P  | V  | P  | V  | P  | P  | V  | P  | P  | V  | P  | P  | P  | V  | P  | V  | V  | P  | P  | P  | P  | V  | V  | P  | P  | P  | P  | P  | P  | V  | V  | P  | P  | V  | P  | V  | P  |
| Posizione | 12 | 18 | 16 | 18 | 15 | 17 | 16 | 16 | 16 | 19 | 15 | 16 | 16 | 18 | 16 | 18 | 15 | 15 | 15 | 15 | 15 | 18 | 18 | 14 | 15 | 17 | 16 | 16 | 17 | 19 | 17 | 16 | 16 | 16 | 16 | 17 | 16 | 17 |

Legenda:

Luogo: C = Casa; T = Trasferta. Risultato: V = Vittoria; N = Pareggio; P = Sconfitta.

### Medie individuali

#### Serie A2
Fonte: Lega Nazionale Pallacanestro

##### Stagione regolare
|            |      |    |      | Falli | Falli | Tiri da 2 | Tiri da 2 | Tiri da 2 | Tiri da 3 | Tiri da 3 | Tiri da 3 | Tiri liberi | Tiri liberi | Tiri liberi | Rimbalzi | Rimbalzi | Rimbalzi | Stoppate | Stoppate | Palle | Palle |     |
| Giocatore  | PUN  | PG | MIN  | C     | S     | R         | T         | %         | R         | T         | %         | R           | T           | %           | O        | D        | T        | D        | S        | P     | R     | Ass |
| ---------- | ---- | -- | ---- | ----- | ----- | --------- | --------- | --------- | --------- | --------- | --------- | ----------- | ----------- | ----------- | -------- | -------- | -------- | -------- | -------- | ----- | ----- | --- |
| A. Banks   | 17.9 | 38 | 33.2 | 1.2   | 5.8   | 4.2       | 8.0       | 52        | 1.9       | 5.7       | 34        | 3.6         | 4.2         | 87          | 0.4      | 3.5      | 3.9      | 0.1      | 0.3      | 2.8   | 1     | 3.5 |
| Q.Hooker   | 13.2 | 37 | 29.1 | 2.5   | 3.6   | 3.2       | 6.8       | 47        | 1.7       | 5.1       | 33        | 1.7         | 2.3         | 76          | 1.5      | 4.2      | 5.7      | 0        | 0.2      | 1.6   | 1.3   | 4.2 |
| N.Italiano | 9.0  | 36 | 23.6 | 2.8   | 2.7   | 1.4       | 2.9       | 47        | 1.4       | 4.1       | 35        | 1.9         | 2.4         | 78          | 0.7      | 3.4      | 4.1      | 0.1      | 0.1      | 1.4   | 0.5   | 1.3 |
| A.Filloy   | 8.8  | 37 | 23.7 | 2.4   | 1.4   | 0.8       | 2.2       | 39        | 2.1       | 6.0       | 35        | 0.9         | 1           | 87          | 0.4      | 2.9      | 3.3      | 0.1      | 0.1      | 1.1   | 1.2   | 2.4 |
| T.Fantoni  | 7.3  | 36 | 20.5 | 2.2   | 3.1   | 3         | 4.6       | 66        | 0         | 0         | 0         | 1.3         | 2.8         | 48          | 1.4      | 3.8      | 5.2      | 0.1      | 0.1      | 1.1   | 0.3   | 0.9 |
| G.Allinei  | 6.1  | 38 | 19.5 | 2.2   | 0.5   | 1         | 2.5       | 39        | 1.3       | 3.5       | 39        | 0.2         | 0.3         | 50          | 0.5      | 1.7      | 2.3      | 0.1      | 0.1      | 0.8   | 0.6   | 1.1 |
| D.Buca     | 6.0  | 38 | 17.4 | 2.5   | 1.9   | 2.6       | 4.2       | 61        | 0         | 0         | 0         | 0.9         | 1.9         | 49          | 1.7      | 3.8      | 5.5      | 1.3      | 0.1      | 1.6   | 0.2   | 0.2 |
| L.Tozzi    | 4.0  | 31 | 14.8 | 1.7   | 1.0   | 1.1       | 2.5       | 44        | 0.4       | 1.1       | 32        | 0.6         | 0.7         | 87          | 0.6      | 2.2      | 2.7      | 0.2      | 0.1      | 0.4   | 0.4   | 0.6 |
| F.Fratto   | 3.8  | 29 | 13.9 | 2.3   | 0.8   | 1.2       | 2.5       | 48        | 0.2       | 1.0       | 24        | 0.6         | 0.8         | 82          | 0.6      | 2.5      | 3.1      | 0.1      | 0.2      | 0.7   | 0     | 0.3 |
| A.Bargnesi | 2.7  | 36 | 13.6 | 2.6   | 0.8   | 0.4       | 1.1       | 33        | 0.6       | 1.6       | 37        | 0.3         | 0.3         | 75          | 0.2      | 0.7      | 0.9      | 0        | 0.1      | 0.7   | 0.3   | 1.3 |
| M.Pollone  | 1.3  | 4  | 9.8  | 1.0   | 0.5   | 0.3       | 0.5       | 50        | 0.3       | 1.5       | 17        | 0           | 0           | 0           | 1.0      | 1.5      | 2.5      | 0        | 0        | 0     | 0.5   | 0.8 |
| A.Paoletti | 0    | 6  | 1.3  | 0     | 0.2   | 0         | 0.5       | 0         | 0         | 0.2       | 0         | 0           | 0           | 0           | 0.2      | 0        | 0.2      | 0        | 0        | 0.2   | 0     | 0.3 |

##### Play-Out
|            |      |    |      | Falli | Falli | Tiri da 2 | Tiri da 2 | Tiri da 2 | Tiri da 3 | Tiri da 3 | Tiri da 3 | Tiri liberi | Tiri liberi | Tiri liberi | Rimbalzi | Rimbalzi | Rimbalzi | Stoppate | Stoppate | Palle | Palle |     |
| Giocatore  | PUN  | PG | MIN  | C     | S     | R         | T         | %         | R         | T         | %         | R           | T           | %           | O        | D        | T        | D        | S        | P     | R     | Ass |
| ---------- | ---- | -- | ---- | ----- | ----- | --------- | --------- | --------- | --------- | --------- | --------- | ----------- | ----------- | ----------- | -------- | -------- | -------- | -------- | -------- | ----- | ----- | --- |
| A.Banks    | 30.4 | 5  | 41.6 | 0.8   | 8.8   | 4.8       | 9.4       | 51        | 3.2       | 9.4       | 34        | 11.2        | 12.6        | 89          | 0.6      | 3.8      | 4.4      | 0        | 0        | 5     | 0.8   | 4.4 |
| Q.Hooker   | 22.0 | 1  | 41.0 | 3.0   | 4.0   | 6.0       | 13.0      | 46        | 2.0       | 6.0       | 33        | 4.0         | 5.0         | 80          | 2.0      | 5.0      | 7.0      | 0        | 2.0      | 1.0   | 0     | 3.0 |
| G.Allinei  | 12.8 | 5  | 30.6 | 4.0   | 1.2   | 2         | 2.8       | 71        | 2.8       | 6.2       | 45        | 0.4         | 0.8         | 67          | 0.4      | 2.8      | 3.2      | 0        | 0        | 1.4   | 0.6   | 1.2 |
| B.Douvier  | 12.3 | 4  | 29.8 | 2.0   | 3.8   | 4.0       | 7.5       | 53        | 0.5       | 2.3       | 22        | 2.8         | 5.5         | 50          | 1.8      | 9.8      | 11.5     | 0.5      | 0.3      | 0.8   | 0.3   | 1.5 |
| A.Filloy   | 11.6 | 5  | 31.8 | 3.6   | 2.8   | 0.8       | 2.6       | 31        | 2.4       | 6.8       | 35        | 2.8         | 2.8         | 100         | 0.6      | 4.6      | 5.2      | 0        | 0        | 1.0   | 1.2   | 3.0 |
| N.Italiano | 6.5  | 5  | 13.0 | 3.6   | 1.8   | 0.6       | 1.8       | 33        | 0.8       | 1.8       | 44        | 3.0         | 3.4         | 88          | 0.6      | 0.4      | 1.0      | 0        | 0        | 0.6   | 0.2   | 0.8 |
| T.Fantoni  | 5.6  | 5  | 20.8 | 4.0   | 4.0   | 2.0       | 3.8       | 53        | 0         | 0         | 0         | 1.6         | 3.2         | 50          | 3        | 2.8      | 4.0      | 0.4      | 0        | 0.4   | 0.4   | 1.0 |
| L.Tozzi    | 3.8  | 5  | 13.2 | 1.6   | 1.0   | 1.0       | 1.2       | 83        | 0.2       | 0.4       | 50        | 1.2         | 1.6         | 75          | 1.2      | 2.8      | 4        | 0.4      | 0        | 0.4   | 0.4   | 0.6 |
| D.Buca     | 2.4  | 5  | 11.2 | 3.0   | 1.0   | 0.8       | 1.4       | 57        | 0         | 0         | 0         | 0.8         | 1.6         | 50          | 1.4      | 2.8      | 4.2      | 0.4      | 0.2      | 1.4   | 0.2   | 0   |
| A.Bargnesi | 1.3  | 4  | 11.0 | 2.5   | 0     | 0.3       | 1.5       | 17        | 0.3       | 1.8       | 14        | 0           | 0           | 0           | 0        | 0.3      | 0.3      | 0.3      | 0.3      | 0     | 0.3   | 0.5 |
| M.Pollone  | 1.0  | 5  | 12.0 | 2.4   | 0.6   | 0         | 0.6       | 0         | 0.2       | 1.0       | 20        | 0.4         | 0.4         | 100         | 0.8      | 0.6      | 1.4      | 0        | 0        | 0.4   | 0.6   | 0.6 |